# العلاقات الفلبينية اليابانية
تمتد العلاقات الفلبينية اليابانية من فترة ما قبل القرن السادس عشر حتى الوقت الحاضر. 

## علاقات ما بعد الحرب
مُنحت الفلبين الاستقلال من قبل الولايات المتحدة في عام 1946، ووقعت على معاهدة سان فرانسيسكو للسلام في عام 1951 مع اليابان. عادت العلاقات الدبلوماسية إلى طبيعتها وأُعيد تأسيسها في عام 1956، وذلك عندما أُبرِمت اتفاقية تعويضات الحرب. بدأت الشركات اليابانية والمستثمرون الأفراد في العودة إلى الفلبين بحلول نهاية خمسينات القرن العشرين.
وقعت اليابان والفلبين معاهدة الصداقة والتجارة والملاحة في عام 1960، ولكن المعاهدة لم تدخل حيز التنفيذ حتى عام 1973.

## العلاقات خلال عهد ماركوس الديكتاتوري
التقى هيروهيتو بالرئيس فرديناند ماركوس خلال ذهاب الأخير بزيارة دولة لليابان في عام 1966، وذلك بعد عام من انتخاب ماركوس وقبل ست سنوات من إعلان ماركوس القوانين العرفية.
ألغى ماركوس الهيئة التشريعية الفلبينية بموجب القانون العرفي في عام 1972، وتولى سلطاتها التشريعية كجزء من سلطته الاستبدادية. صدق على معاهدة الصداقة والتجارة والملاحة قبل عشرة أيام من زيارة رئيس الوزراء الياباني كاكويه تاناكا.
تخلت اليابان عن الولايات المتحدة كمصدر رئيسي للاستثمار في البلاد بحلول عام 1975. شملت مشاريع حكومة ماركوس التي طُرِحت خلال هذا الوقت طريق الصداقة بين الفلبين واليابان الذي تضمن بناء جسر سان خوانيكو ومعهد أبحاث الطب الاستوائي. انُتقدت العديد من هذه المشاريع في وقت لاحق لمساعدتها في دعم الممارسات الفاسدة لحكومة ماركوس، فأدى ذلك إلى ما أُطلِق عليه فيما بعد اسم «فضيحة ماركوس» لعام 1986. 

### فضيحة المساعدة الإنمائية الرسمية في اليابان
صادرت السلطات الأمريكية الأوراق التي أحضرها الماركوسيون معهم، وذلك عندما نُفوا إلى هاواي في الولايات المتحدة في فبراير عام 1986 بعد ثورة قوة الشعب (الثورة الفلبينية 1986). كشفت الوثائق المصادرة تلقي ماركوس وزملاؤه عمولات من 10% إلى 15% من قروض صندوق التعاون الاقتصادي الخارجي من حوالي خمسين مقاولًا يابانيًا منذ سبعينيات القرن العشرين.
عُرِف ذلك فيما بعد باسم «فضيحة ماركوس»، وكان لابد من حكومتي الرئيسين التاليين كورازون أكينو وفيدل في. راموس التعامل معها. طلبت الحكومة اليابانية بسرية من الحكومة الفلبينية التقليل من شأن القضية لأنها ستؤثر على قطاع الأعمال والعلاقات الثنائية.
كانت الدروس المستفادة من فضيحة ماركوس من بين أسباب إنشاء اليابان لميثاق المساعدة الإنمائية الرسمية لعام 1992.

## بعد عام 1986
ظلت اليابان مصدرًا رئيسيًا لصناديق التنمية، والتجارة، والاستثمار والسياحة في ثمانينيات القرن العشرين، وكان هناك القليل من النزاعات حول السياسة الخارجية بين البلدين.
كانت اليابان من أوائل الدول التي أعربت عن دعمها للحكومة الفلبينية الجديدة، وذلك بعد استلام كورازون أكينو رئاسة الهند نتيجة لثورة قوة الشعب.
زار رئيس الفلبين أكينو اليابان في نوفمبر عام 1986، والتقى بالإمبراطور هيروهيتو الذي قدم اعتذاره عن الأخطاء التي ارتكبتها اليابان خلال الحرب العالمية الثانية. أُبرِمت أيضًا اتفاقيات خاصة بالمساعدات الخارجية الجديدة خلال هذه الزيارة. عاد أكينو إلى اليابان في عام 1989 لحضور جنازة هيروهيتو، وفي عام 1990 لتتويج الإمبراطور أكيهيتو.
أيدت اليابان تمديد معاهدة الدفاع تبعًا لتصويت مجلش الشيوخ الفلبيني لتمديدها بشكل يسمح ببقاء القواعد الأمريكية في الفلبين. أعرب بعض المسؤولين ومن ضمنهم السفير توشيو غوتو، ووزير الخارجية تارو ناكاياما ورئيس الوزراء توشيكي كايفو عن عدم اتفاق علني بتصويت سلبي على التمديد. رفض مجلس الشيوخ الفلبيني تمديد معاهدة الدفاع على الرغم من ضغط حكومة أكينو الأولى المكثف من أجل تمديدها، ودعا إلى إقرار استفتاء بشأن هذه المسألة. عاش 246 ألف فلبيني في اليابان في عام 1998.
ظلت العلاقات بين الولايات المتحدة والفلبين قوية عند انسحاب معظم القوات الأمريكية في الفلبين، وذلك كما أكد الرئيس الأمريكي بيل كلينتون للرئيس الفلبيني فيديل في. راموس خلال زيارة الأخير لواشنطن في 21 نوفمبر عام 1993. تعززت العلاقات الفلبينية اليابانية مع سد اليابان للفجوة التي تركتها الولايات المتحدة. أجرى راموس، عندما كان وزيرًا للدفاع، محادثات مع وزارة الدفاع اليابانية لتحسين العلاقات الدفاعية تحت حكومة أكينو.
كرر رئيس الوزراء الياباني كييتشي ميازاوا اعتذاره عن جرائم الحرب التي ارتكبتها بلاده ضد الفلبين وشعبها خلال الحرب العالمية الثانية خلال اجتماع مع الرئيس راموس في عام 1993، ونظر في أفضل طريقة لمعالجة هذه المسألة. دعمت حكومة راموس محاولة اليابان لتصبح عضوًا دائمًا في مجلس الأمن التابع للأمم المتحدة إلى جانب ألمانيا.
أصبحت اليابان أكبر جهة مانحة لمساعدة الفلبين تليها الولايات المتحدة وألمانيا. ساهمت اليابان بأكبر قدر من المساعدة الدولية للفلبين بعد أن عانت فيما بعد من زلزال لوزون عام 1990 وثوران جبل بيناتوبو البركاني في عام 1991. دعمت اليابان منظمة غير حكومية أعادت هياكل الجنود اليابانيين العظمية من الحرب العالمية الثانية في عام 2009. أعادت المنظمة غير الحكومية العديد من الهياكل العظمية للأسلاف الفلبينيين الأصليين، وذلك إلى جانب عدد قليل من الهياكل العظمية اليابانية، فتسبب ذلك في نشوب تظاهرات في الفلبين. أنهت اليابان دعمها لبرنامج إعادة الهياكل العظمية بعد ذلك، ولم تُعيد رفات الفلبينيين الأصليين إلى مجتمعات الأسلاف اللذين سرقوها منها.
كانت العلاقات الاستراتيجية بين البلدين قوية في الآونة الأخيرة. أيدت اليابان حل التمرد الإسلامي في الفلبين. أعلنت أيضًا أنها ستتبرع بعشر سفن بقيمة 11 مليون دولار لخفر السواحل الفلبيني في عام 2013. تشترك اليابان والفلبين في «قلق متبادل» بشأن تأكيد الصين المتزايد على مطالبها الإقليمية.
وقعت الحكومة الفلبينية والوكالة اليابانية للتعاون الدولي اتفاقية قرض بقيمة ملياري دولار للوكالة اليابانية للتعاون الدولي في نوفمبر عام 2015، وذلك لتمويل جزء من بناء نظام للسكك الحديدية بين محطة سكة حديد توتوبان في مانيلا إلى مالولوس في بولاكان في الفلبين، والتي تُستهدف لتصبح أكبر نظام للسكك الحديدية في البلاد. كانت الاتفاقية بمثابة «أكبر مساعدة تقدمها الوكالة اليابانية للتعاون الدولي على الإطلاق لأي دولة من أجل مشروع واحد»، وذلك ووفقًا لوزارة المالية الفلبينية.
وقعت اليابان على اتفاقية لتزويد الفلبين بمعدات دفاعية في 29 فبراير عام 2016. توفر الاتفاقية نطاقًا لتوريد معدات وتكنولوجيا الدفاع، وستسمح للبلدين بتنفيذ مشاريع بحث وتطوير مشتركة. رست غواصة تدريب يابانية جي إس أوياشيو، مع المدمرتين جي إس أرياكي، جي إس سيتوغيري في رصيف ألافا في خليج سوبيك في زيارة ودية امتدت ثلاثة أيام في 3 أبريل عام 2016. كانت خطط قيادة معاهدة الدفاع المتبادل بين اليابان والفلبين واحدة من خطط الدفاع الرئيسية للحكومة وذلك في حال فوز مار روكساس بالرئاسة في أوائل مايو عام 2016. 
أدت الانتخابات الرئاسية في 10 مايو إلى فوز الرئيس رودريغو دوتيرتي. تجددت المحادثات حول معاهدة الدفاع في أكتوبر عام 2016، وذلك عندما أعلنت الحكومة أنه «يمكن» لدوتيرتي وآبي مناقشة المعاهدة المحتملة خلال زيارة دوتيرتي الرسمية الأولى لليابان. لم تسفر الزيارة عن أي محادثات بشأن المعاهدة المحتملة، وذلك بعد أن قرر دوتيرتي التحالف مع الصين. 

## مقارنة بين البلدين
هذه مقارنة عامة ومرجعية للدولتين:
| وجه المقارنة                                              | الفلبين                       | اليابان         |
| --------------------------------------------------------- | ----------------------------- | --------------- |
| المساحة (كم2)                                             | 343.45 ألف                    | 377.97 ألف      |
| عدد السكان (نسمة)                                         | 104.92 مليون                  | 126.79 مليون    |
| الكثافة السكانية (ن./كم²)                                 | 305.49                        | 335.45          |
| العاصمة                                                   | مانيلا                        | طوكيو           |
| اللغة الرسمية                                             | اللغة الفلبينية، لغة إنجليزية | اللغة اليابانية |
| العملة                                                    | بيسو فلبيني                   | ين ياباني       |
| الناتج المحلي الإجمالي (بليون دولار)                      | 313.60 مليار                  | 4.87 تريليون    |
| الناتج المحلي الإجمالي (تعادل القوة الشرائية) بليون دولار | 743.90 مليار                  | 5.18 تريليون    |
| الناتج المحلي الإجمالي الاسمي للفرد دولار أمريكي          | 2.90 ألف                      | 34.52 ألف       |
| الناتج المحلي الإجمالي للفرد دولار أمريكي                 | 7.39 ألف                      | 36.62 ألف       |
| مؤشر التنمية البشرية                                      | 0.668                         | 0.903           |
| رمز المكالمات الدولي                                      | +63                           | +81             |
| رمز الإنترنت                                              | .ph                           | .jp             |
| المنطقة الزمنية                                           | توقيت الفلبين                 | توقيت اليابان   |

## مدن متوأمة
في ما يلي قائمة باتفاقيات التوأمة بين مدن فلبينية ويابانية:
- ترتبط بينغويت مع كوتشي باتفاقية توأمة منذ 28 يوليو 1975.
- ترتبط كيزون مع تشيبا باتفاقية توأمة منذ 1968.
- ترتبط باغويو مع هانيا باتفاقية توأمة منذ 23 أغسطس 1984.
- ترتبط داغوبان مع إيواتا باتفاقية توأمة منذ 19 فبراير 1975.
- ترتبط سانتا روزا مع تويوكاوا باتفاقية توأمة.
- ترتبط مانيلا مع يوكوهاما باتفاقية توأمة منذ 1966.[35][35][35][35]
- ترتبط تاكلوبان مع فوكوياما باتفاقية توأمة.

## منظمات دولية مشتركة
يشترك البلدان في عضوية مجموعة من المنظمات الدولية، منها:
| علم المنظمة | اسم المنظمة                                      | تاريخ انضمام الفلبين | تاريخ انضمام اليابان |
| ----------- | ------------------------------------------------ | -------------------- | -------------------- |
|             | منتدى التعاون الاقتصادي لدول آسيا والمحيط الهادئ | 6 نوفمبر 1989        | 6 نوفمبر 1989        |
|             | منظمة التجارة العالمية                           | 1995                 | ?                    |
|             | الاتحاد البريدي العالمي                          | ?                    | ?                    |
|             | منتدى آسيان الإقليمي ‏                            | ?                    | ?                    |
|             | يونسكو                                           | 21 نوفمبر 1946       | 2 يوليو 1951         |
|             | الفريق المعني برصد الأرض                         | ?                    | ?                    |
|             | مؤسسة التمويل الدولية                            | 12 أغسطس 1957        | 20 يوليو 1956        |
|             | المركز الدولي لتسوية المنازعات الاستشارية        | 17 ديسمبر 1978       | 16 سبتمبر 1967       |
|             | بنك التنمية الآسيوي                              | 1966                 | 1966                 |
|             | منظمة حظر الأسلحة الكيميائية                     | ?                    | ?                    |
|             | مؤسسة التنمية الدولية                            | 28 أكتوبر 1960       | 27 ديسمبر 1960       |
|             | وكالة ضمان الاستثمار متعدد الأطراف               | 8 فبراير 1994        | 12 أبريل 1988        |
|             | الاتحاد الدولي للاتصالات                         | 25 مايو 1912         | 29 يناير 1879        |
|             | منظمة الشرطة الجنائية الدولية                    | ?                    | ?                    |
|             | الأمم المتحدة                                    | 24 أكتوبر 1945       | 18 ديسمبر 1956       |
|             | البنك الدولي للإنشاء والتعمير                    | 27 ديسمبر 1945       | 13 أغسطس 1952        |
|             | المنظمة الهيدروغرافية الدولية                    | ?                    | ?                    |

## أعلام
هذه قائمة لبعض الشخصيات التي تربطها علاقات بالبلدين:
- أساهي ماتسوياما (لاعب كرة قدم ياباني، 29 يناير 1997[52] – )
- إليزا إيكيدا (16 أبريل 1996 – )
- إيكو ميلينديز (ممثلة فلبينية، 16 ديسمبر 1975 – )
- باولو جونيتشي تاناكا (لاعب كرة قدم ياباني، 23 أكتوبر 1993[53] – )
- تاملين توميتا (ممثلة أمريكية، 27 يناير 1966[54] – )
- جيرفيل فلوريس (29 سبتمبر 1990 – )
- خوسيه ريزال (19 يونيو 1861[55][56][57] – 30 ديسمبر 1896[57][55][58])
- دايسوكي ساتو (لاعب كرة قدم فلبيني، 20 سبتمبر 1994[59] – )
- ساتوشي أوتومو (لاعب كرة قدم فلبيني، 1 أكتوبر 1981[60] – )
- ساياكا أكيموتو (26 يوليو 1988 – )
- مارك إيشي (ممثل ياباني، 21 نوفمبر 1991 – )
- مايكو ناكامورا (مغنية يابانية، 15 يونيو 1991 – )
- ميغومي ناكاجيما (5 يونيو 1989[61] – )
- نوريوكي أبيه (19 يوليو 1961 – )
- يوجي تاكاهاشي (لاعب كرة قدم ياباني، 11 أبريل 1993 – )

## وصلات خارجية
- موقع وزارة الخارجية الفلبينية
- موقع وزارة الخارجية اليابانية